# سيدي الحاج امحمد
سيدي الحاج امحمد هي قرية مغربية شمال المملكة. تنتمي سيدي الحاج امحمد لإقليم تاونات الجبلي. تضم هذه القرية 8.649 نسمة (إحصاء 2004).